# 食草
食草（しょくそう、host plant）は草食動物、とくに植食性昆虫が食物として摂食する植物のこと。寄主植物、食餌植物とも。また、対象が木本の場合は「食樹」と呼び、「食草」を草本のみを指すものとして区別する場合もある。

## 食草と食性
一般に、植食性昆虫は食草に関して選好性を示す（ある昆虫はある限られた分類群の植物しか食べない）。食性は選好の程度によって以下のみっつ、あるいは単食性を数えずにふたつに大別される。
- Monophagy：単食性[4]

単一種、あるいは単一の属に属する植物のみを食草とする。
- Oligophagy：狭食性[3]、少食性[4]、寡食性[1]

単食性より広範囲の植物を摂食する。単食性と区別する場合、単一の科に属する複数の属の植物を食草とすることを指すのが一般的。植食性昆虫の多くが狭食性である。
- Polyphagy：広食性[3]、多食性[4]

狭食性よりさらに広範囲の植物を摂食する。複数の科に属するさまざまな植物を食草とする。
昆虫の食草選択は植物の二次代謝産物と密接に関係しており、昆虫と植物の共進化を考える上で重要な現象となっている。